# Begonia subpeltata
Begonia subpeltata là một loài thực vật có hoa trong họ Thu hải đường. Loài này được Wight mô tả khoa học đầu tiên năm 1852.